# Villa L'Acciaiolo
Villa l'Acciaiolo, anche chiamata Castello dell'Acciaiolo o, più semplicemente, l'Acciaiolo, è una dimora storica gentilizia ora di proprietà pubblica. Si trova a Scandicci in via Pantin.

## Storia
"Un bellissimo castelletto che conserva quasi intatta la sua primitiva forma colle mura smerlate e due torri coi merli ghibellini" 
( Guido Carocci, I dintorni di Firenze, 1881)
Le prime notizie sull'esistenza del complesso, sorto in località  Calcherelli  o  Carcherelli  o ancora  Carcheregli  ( nei documenti antichi) , risalgono al XIV secolo quando era un fortilizio merlato di Nardo di messer Bencivenni Rucellai, proprietario di numerosi possedimenti in tutto il contado fiorentino.
Il castello, chiamato all'epoca fattoria di Carcherelli, aveva una posizione privilegiata rispetto alla valle dell'Arno poiché permetteva un controllo militare sul fiume. Col passaggio ad altri proprietari, nel tempo il castello perse la propria funzione difensiva, diventando una residenza signorile.

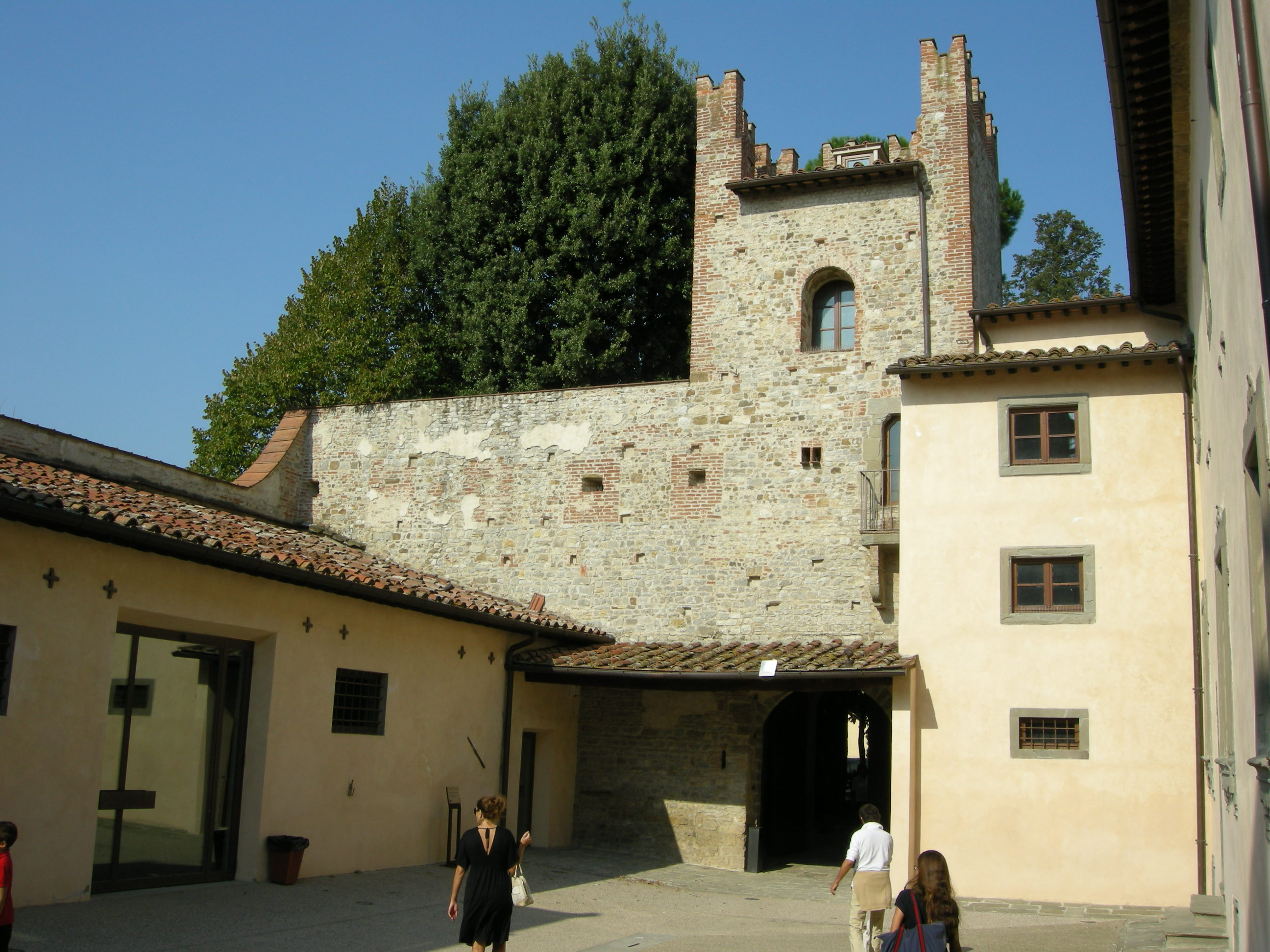
Il cortile

Nel XVI secolo la proprietà passo ai Davizzi, come ricorda lo stemma ancora presente sulle torri nord e sud. Sotto la proprietà di Neri di Pietro Davizzi il castello fu scenario di un fatto di sangue: egli, dopo aver tenuto la moglie prigioniera nel maniero, se ne sbarazzò avvelenandola a morte. Per il misfatto l'uomo subì una pesante condanna, venendo permanentemente esiliato dal territorio fiorentino.
Solo nel 1546, con l'acquisto della struttura da parte del senatore Roberto Acciaioli, figlio di Donato, la sede assunse l'attuale nome. L'ingresso, la scala, i soffitti a cassettoni e l'imponente camino risalgono a questo periodo. Nel XVIII secolo fu edificata la cappella dedicata alla Santa Croce, per opera della famiglia Gentile-Farinola subentrata nella proprietà agli Acciaioli.
I tre proprietari successivi furono i Capra, poi i Caini e, dal 16 febbraio 1999, l'amministrazione comunale di Scandicci, che ne ha avviato dal 2002 un restauro capillare, concluso nel 2008. Nel 2000 il castello-villa è stato vincolato dalla Soprintendenza ai Beni Ambientali ed Architettonici di Firenze, con un vincolo di scopo che lega l'uso della struttura ad attività di formazione, impiego e ricerca.

## Descrizione

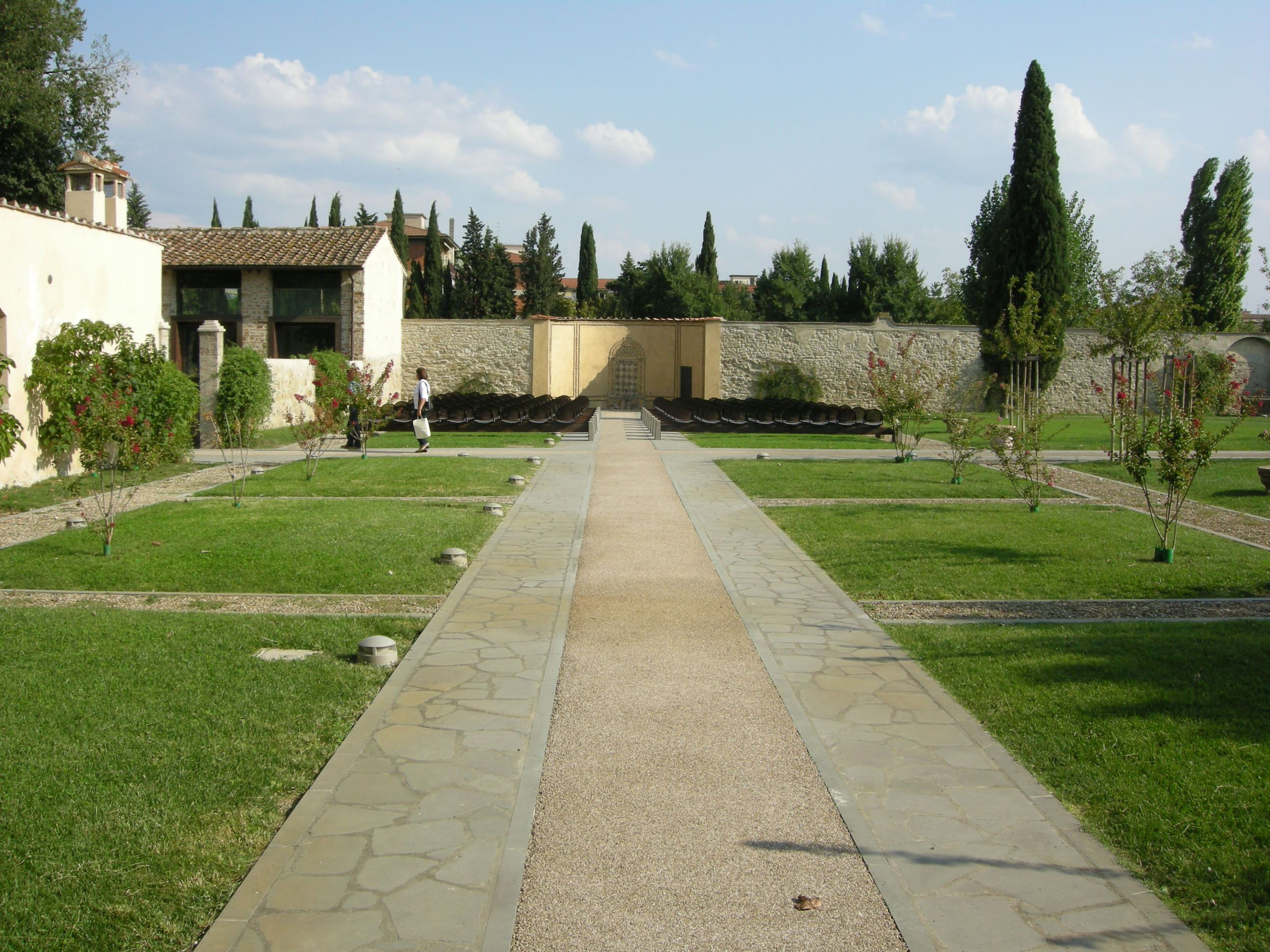
Il giardino

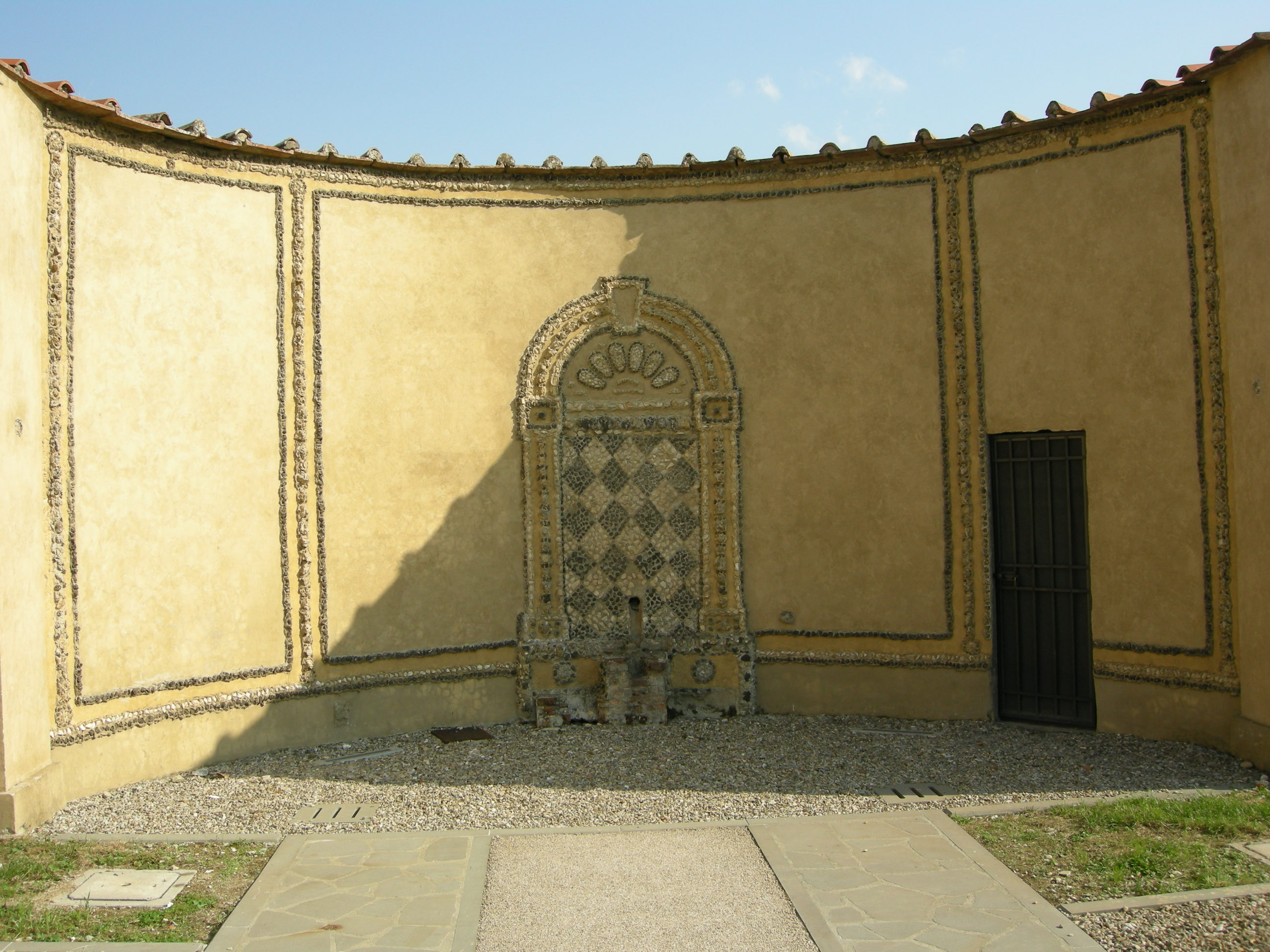
La nicchia nel giardino

Il corpo centrale del castello, dotato di giardino murato e circondato da un ampio parco oggi destinato ad uso pubblico, ha subito varie modifiche nel tempo, ma ha mantenuto un certo aspetto severo tre-quattrocentesco grazie alle due torri con merlatura guelfa e alla cinta muraria in pietra a filaretto, con conci disposti a fascia e in chiave, che circonda la struttura.
All'interno gli ambienti sono organizzati attorno a un cortile, con a ovest bassi edifici un tempo abitati dai braccianti agricoli, e ad est gli ambienti signorili. Il nucleo più antico di questa ala è la parte centrale, con i resti visibili in facciata di una casa-torre in pietra concia alla quale vennero poi aggiunte due ali laterali adiacenti: le stanze a sud sono più semplici, con alti soffitti a cassettoni, ma più antiche, mentre quelle nella metà nord sono decorate da affreschi sei-settecenteschi, tra cui spiccano quelli di vedute e finte rovine di una stanza affacciata sul giardino.
La cappella di famiglia è posta fuori dal recinto delle mura, ma immediatamente adiacente ed accessibile dall'interno tramite un passaggio con decorazioni a stucco a forma di conchiglia. È a pianta quadrata e dotata, su ciascun angolo, di quattro nicchie semicircolare. All'interno si trovano un busto di Paolo Valentino Farinola e due lapidi di membri della famiglia, una recante la data 1821. Sull'altare in stucco si trova una tela con l'Adorazione della Croce, che rimanda alla dedica alla Santa Croce.
Il giardino murato oggi presenta solo tracce dell'originario impianto settecentesco, come l'esedra rustica decorata a mosaico in asse col portale che conduce all'appartamento signorile. La limonaia, situata a nord, era stata adibita anche a cantina.

## Altre immagini

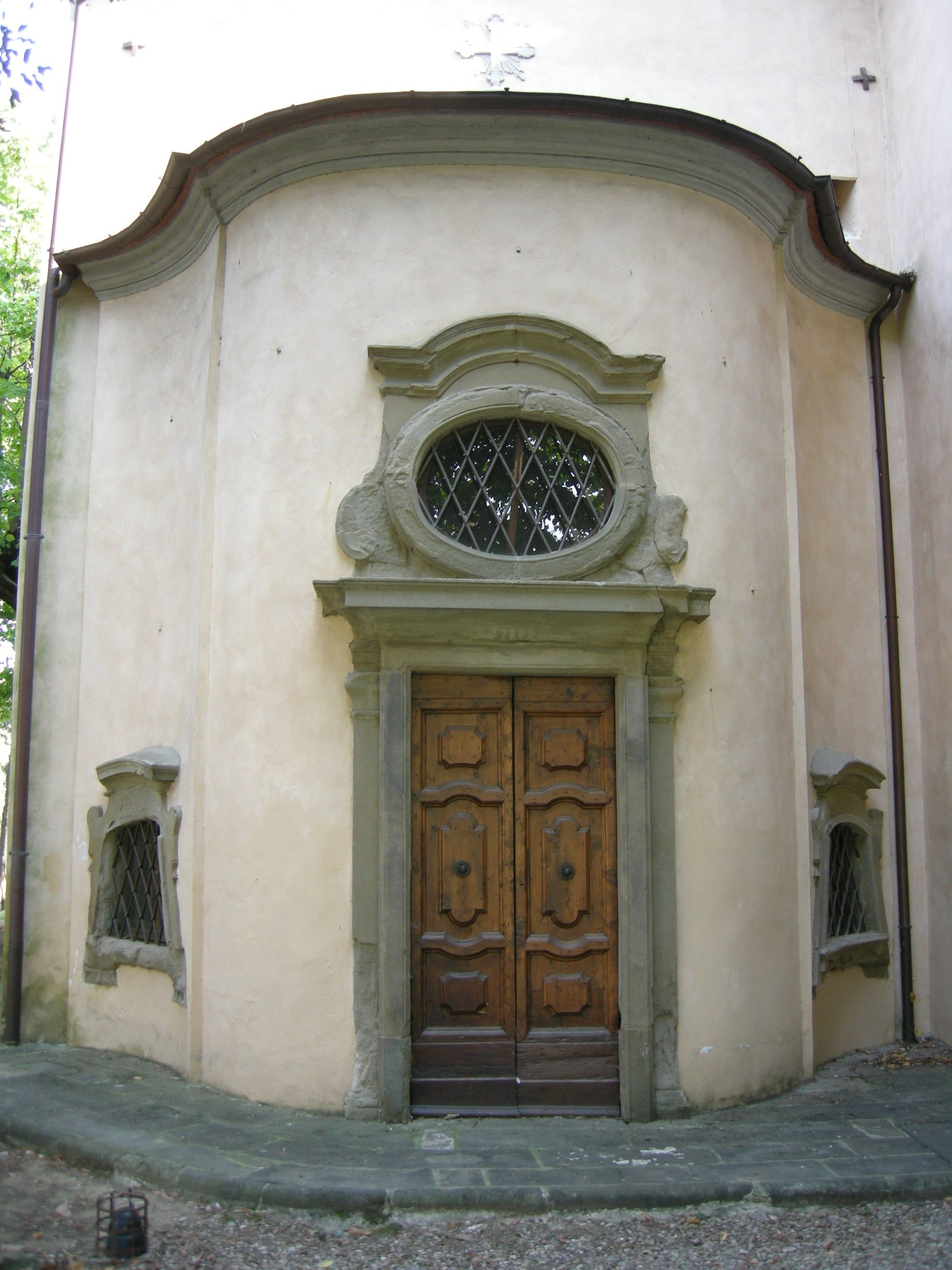
Entrata della cappella
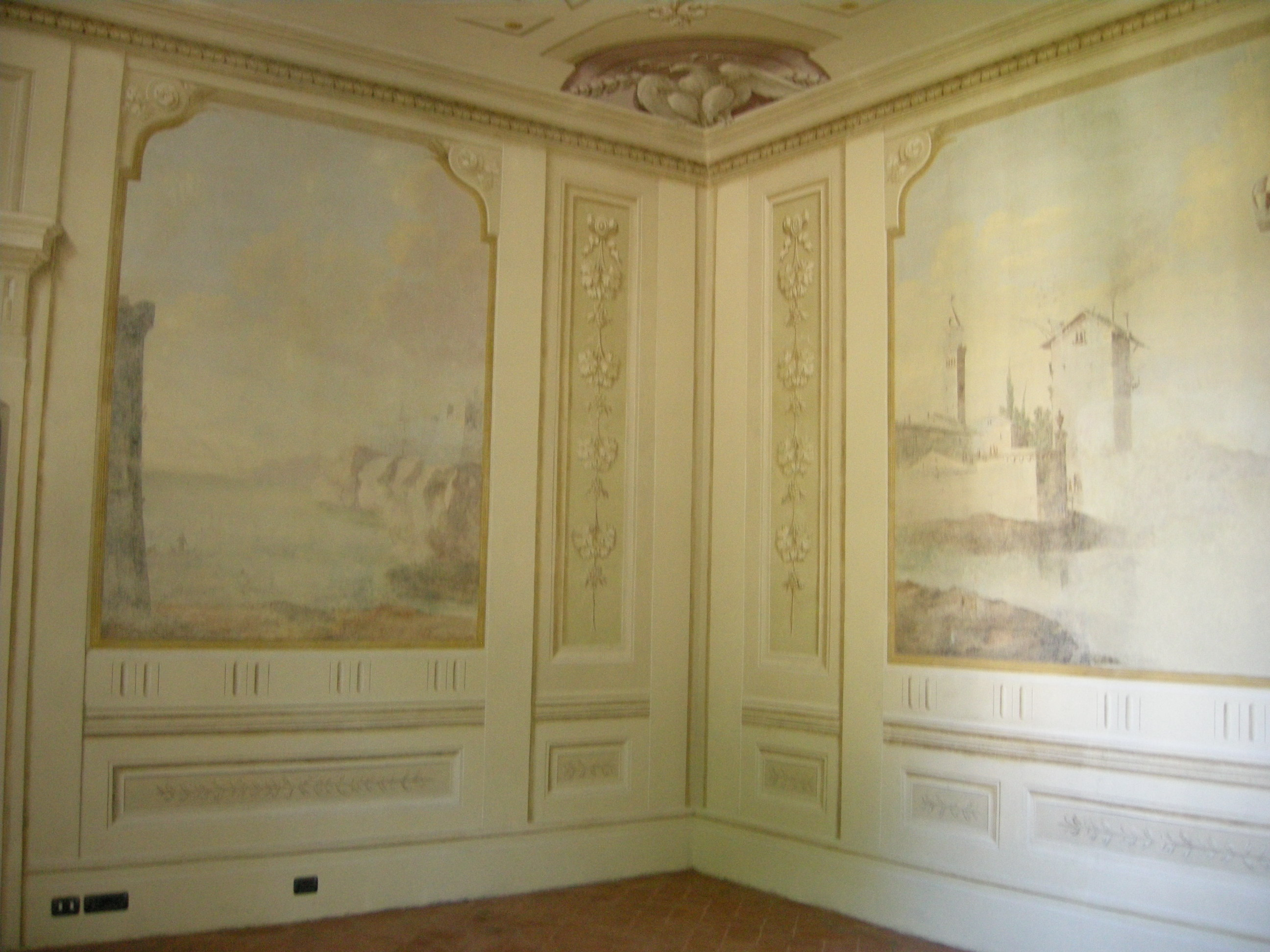
Interno
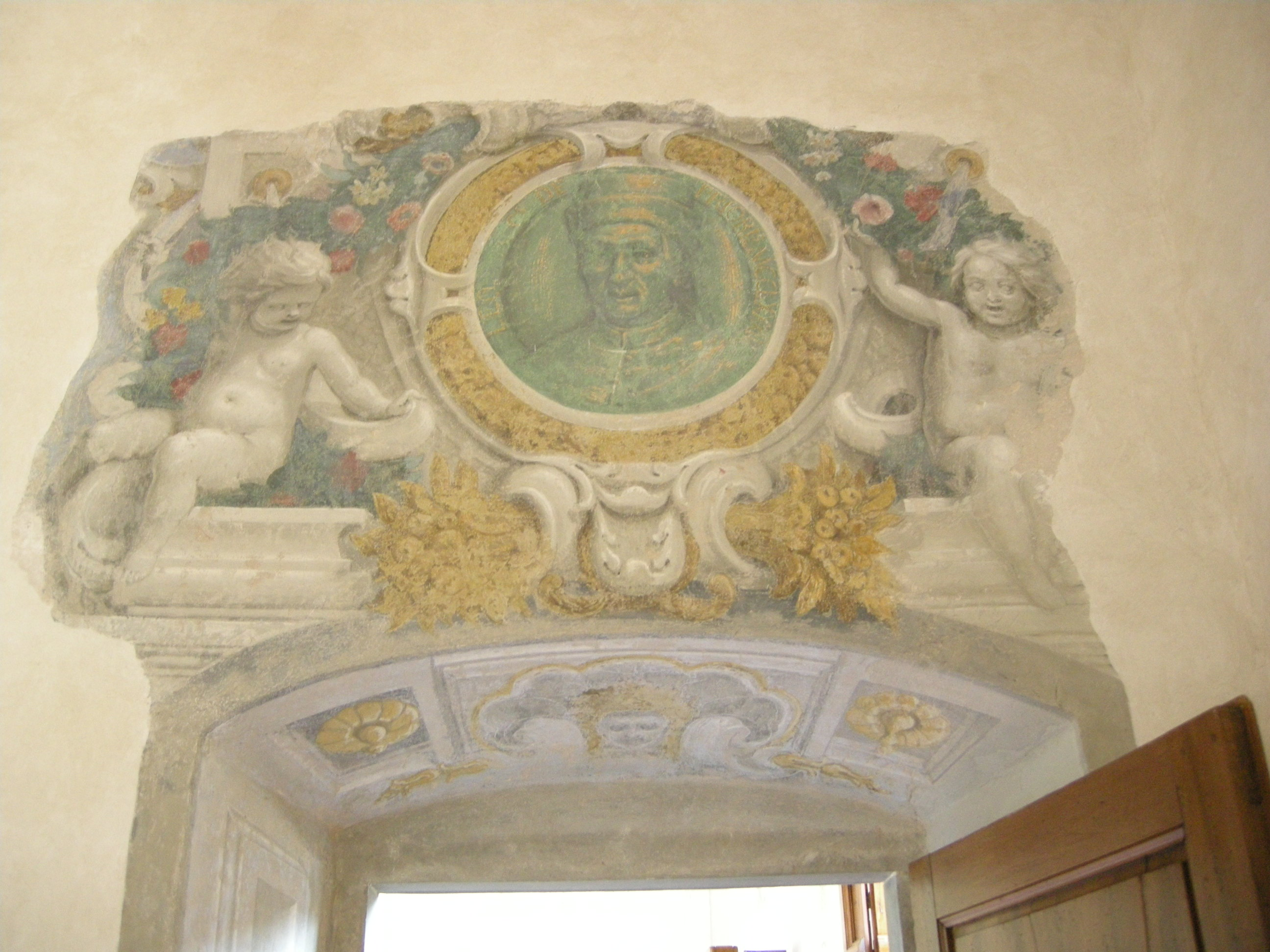
Interno
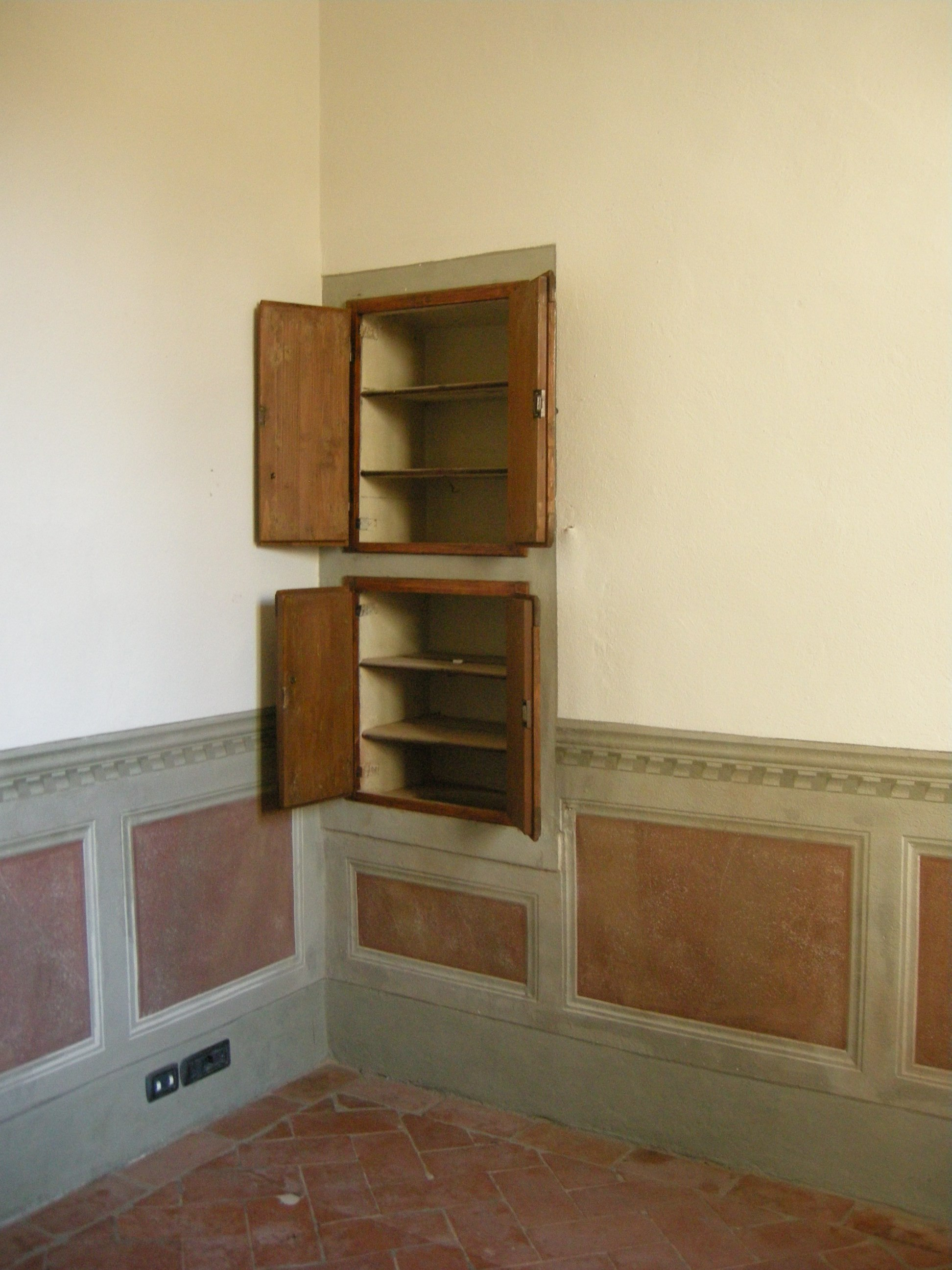
Interno